# Angel Yos
Angel Yos de son vrai nom Angel Yosvany Quiros Izquierdo est né à La Havane en 1979, est un chanteur cubain, auteur - compositeur - interprète et producteur. 
Hyper actif de la création, Angel Yos est difficile à mettre dans une case tant il a un vrai goût du mélange, et cultive un véritable éclectisme. Il sait depuis son plus jeune âge que la musique est sa vocation. Après avoir étudié la trompette, il s’oriente vers le chant qui lui permettra d’assouvir sa soif d’écriture. À 19 ans, il quitte son pays Cuba pour une tournée en Europe et s’installera finalement quelques années à Paris avant de partager son temps entre le sud de la France et sa ville natale.
Il a collaboré avec de nombreux projets musicaux, avec lesquels il a enregistré plusieurs productions discographiques qui ont rencontré un succès commercial significatif. Angel Yos a tourné dans de nombreux pays, en Europe et au-delà, en se produisant dans les festivals internationaux les plus importants de musique latine et de jazz (Chili, Cuba, USA, Russie, Croatie, Hong Kong, Espagne, UK, Inde, Grèce, Pologne …). Il a par ailleurs chanté avec des « maestros » de la musique cubaine et des figures de renommée internationale (Gilberto Santa Rosa, Jose Alberto "El Canario", Willie Colón, Maelo Ruiz, Henry Fiol, Kassav, Manolito Simonet, Alexander Abreu, Cesar Pupy Pedroso, Los Van Van, Mayito Rivera…).
Il remporte en septembre 2018 le prix de l’artiste révélation de l’année (catégorie musica bailable) au Cubadisco (l’équivalent des Grammy Awards Américains à Cuba).
Il sort en avril 2020 son nouvel opus 20’20 by Angel Yos signé sous le label historique cubain Egrem (Los Van Van, Chucho Valdés, Buena Fe, Buena Vista Social Club, Pablo Milanés, Beny More, Raúl Paz…).

## Biographie
En 1995, Angel Yos est diplômé de la ENA, l’École National d’Art de La Havane. Il fut l’élève de Gustavo Galan (1er ténor de l’Opéra de La Havane). Déjà à 11 ans, il participe avec l’orchestre de la EVA, aux concerts de Pablo Milanés et de Silvio Rodríguez. Il réalise également plusieurs tournées à Cuba avec la formation de rumba Los tambores de Bejucal, formation dans laquelle a joué son père, Miguel Angel, en tant que percussionniste.
Son diplôme obtenu, il devient membre fondateur des groupes Baculeye et La Dynastia et enregistre son premier single avec ce dernier. 
En 1999, Angel Yos est engagé pour promouvoir sur une tournée européenne, le projet Yanza et sort à cette occasion son premier album: Nuevo rumbo conJohnny Aldama. 
En 2000, Angel Yos s’installe en France. Il fait partie de ces premiers musiciens cubains qui se sont installés en Europe et a contribué à faire découvrir la musique cubaine et ses racines. 
Il rejoint le groupe Bomba Cubana. La même année, il devient membre fondateur du groupe de timba La Tormenta Cubana.
En 2001, il collabore avec le groupe Azucar Salsa (Paris) puis avec le groupe Tempo Forte, avec lequel il va enregistrer trois albums (« El canto de mi tierra » 2003, « Ya nos veremos » 2006, « Vamos Pa’La Calle » 2013). Il participe également au spectacle de Ya’ki pour lequel il enregistre un album « Iankota ». 
En 2006, Angel Yos fait la première partie du concert de Gilberto Santa Rosa au Studio 287 (Paris). Cette même année, il enregistre avec Bob Sinclar le single Love Generation version espagnole (générique Star Academy).
En 2007, Angel Yos créé son propre groupe : Fiesta Cubana avec lequel il participe aux plus grands festivals de musique latine et de Jazz en Europe (Tempo Latino, Caribedanza, Fiesta Pamiers…) pendant 3 ans et se produit dans de nombreuses salles de concert. De plus, il fonde le groupe de reggaeton GAN P, et réalise une tournée qui lui permettra de faire connaître une autre de ses facettes musicales.
De 2008 à 2009 - il a partagé la scène avec de prestigieuses formations telles que : Los Van Van, Manolín "El Médico de la salsa", Pupy y los que son son, NG La Banda, mais aussi Magic System et Kassav. Ces prestations musicales ont notamment été remarquées lors des festivals comme: Aqui Cuba, Cubadanza, Latinossegor, Tempo Latino, Jazz in Marciac, Porto Latino…
En 2010, Angel Yos entame une collaboration avec Mambomania, Miguel Gomez (directeur musical d’Africando), mais aussi Orlando Poleo et Boris Caicedo. En avril 2010, il participe aux tournées européennes de Willie Colón et de Carlos Cano Estremera. 
À la fin de cette année, Angel Yos intègre la formation Cuban Mob. De cette collaboration, naîtront les titres : « Bailando in the V.I.P » (2011) qui restera 4 mois durant no 1 à Radio Latina et «  Tu me rends dingue » (2012) écrit par Angel Yos qui restera plusieurs semaines no 6 au classement national de Fun Radio. 
En 2011, Angel Yos participe à l’enregistrement de l’album de Tony Chasseur « Mizikopéyi Ka Wouvé zel-li » et part en tournée en France et aux Antilles.
Angel Yos entame sa collaboration avec le groupe La Mecanica Loca et enregistre le premier album du groupe en 2012 : Tirso Duarte y La Mecanica Loca « Lucharé » sur lequel figure trois titres écrits et composés par Angel Yos dont le titre « A Lo Loco Titi ». 
En 2012 et 2013, Une tournée européenne permet de promouvoir l’album (Moscou, Barcelone, Andalousie, Algérie, Croatie, Corse, Tunisie, Turquie, Espagne…).
En mars 2013 sortent ses singles en solo « La Moda Cubana » et « La Vecina » enregistrés à La Havane en featuring avec Havana D’Primera.
En décembre 2013 sortent ses singles en solo « Pepa La Repa » et « Darte » enregistrés à La Havane. 
En 2014, Angel Yos sort son premier album solo « Bien Arriba », qu’il a enregistré avec la collaboration de Manolito Simonet accompagné des meilleurs musiciens cubains (Alexander Abreu, Germán Velazco, Amaray et El Noro) dans les studios de la Egrem (La Havane). En avril 2014 sort son single « Mirala » qu'il a écrit et composé lui-même,.
Angel Yos accompagné par le groupe La Mecanica Loca enregistre plus tard deux singles « Mirala » et « La Terrorista ».
En 2015, Angel Yos réalise une tournée européenne avec ses musiciens pendant laquelle il se produit dans des festivals comme le festival Glastonbury (Royaume-Uni) et le festival Tempo Latino. Il performe également en solo lors de l’élection de Miss Volga (Moscou) pour la deuxième année consécutive,,.
En 2017, le nouvel album d’Angel Yos & La Mecanica Loca « Vamo’Hacerlo » (il est temps d’le faire), produit entre La Havane, la Californie et la France, sort à la vente. 
Angel Yos nous amène avec son nouvel opus dans son univers timbero cubain actuel, avec des morceaux mêlant rumba et funk, timba et salsa plus « romantica ». Ce deuxième album assoie cet artiste dans un style très personnel avec des sonorités et un métissage qui font tomber les frontières de ce qui fait la musique cubaine.
Un an et demi ont été nécessaires à la réalisation de cet album.
L’année sera également marquée par une pré-nomination aux : Latin Grammy Awards (catégorie Best salsa album) ainsi qu’aux American Grammy Awards (catégorie Best tropical latin album)
En 2018, Angel Yos remporte un prix CubaDisco (Cuba), catégorie musica bailable, nuevo talento,.
En 2020 sort son nouvel album 20’20 en co production avec l’EGREM (Cuba)
En 2021 Angel Yos remporte le prix CubaDisco (Cuba) pour la deuxième fois avec son album 20'20, Catégorie musicale bailable, Fusion latina.

## Discographie

### Singles
- 2025 - A mi no me importa na
- 2019 - To'mescla'o / single (Angel Yos & Tato productions)
- 2019 - Estamos puestos / single
- 2018 - Donde quiera que voy (remix) - feat. Alexander Abreu / single
- 2015 - Dilema - ft. Arlenys / single
- 2014 - Mirala / single
- 2014 - La terrorista / single
- 2013 - La moda cubana - ft. Havana D'Primera / single
- 2013 - La vecina - ft. Havana D'Primera / single
- 2013 : Pepa la repa / single
- 2013 : Darte / single

### Participations
- 2022 : El Bombo - Berna Jam ft. Angel Yos
- 2022 : Como siento el amor - Papucho y su Manana Club ft. Angel Yos (sur l'album Timba 3.0)
- 2018 - Muchacha mala - Ruben Paz y Chévéréfusion ft. Angel Yos & Tirso Duarte / single
- 2018 - Lucha - Ruben Paz y Chévéréfusion ft. Angel Yos / single
- 2018 - Loco por ti - Ruben Paz y Chévéréfusion ft. Angel Yos / single
- 2013 - Vamos pa'la calle - Tempo Forte / CD
- 2012 - Lucharé -  Tirso Duarte y La Mecanica Loca / CD
- 2012 - Tu me rends dingue - Cuban M.O.B / single
- 2011 - Bailando in the v.i.p - Cuban M.O.B / single
- 2011 - Mizikopeyi ka wouve zel-li - Tony Chasseur / CD
- 2006 - Ya nos veremos - Tempo Forte / CD
- 2003 - El canto de mi tierra - Tempo Forte / CD
- 2001 - Iankota - Ya’ki / CD
- 1999 - Nuevo rumbo con Johnny Aldama - Yanza / CD
- 1995 - Como la ciudad de La Habana - La Dinastia / single